# Astrogorgia begata
Astrogorgia begata is een zachte koraalsoort uit de familie Plexauridae. De koraalsoort komt uit het geslacht Astrogorgia. Astrogorgia begata werd in 1999 voor het eerst wetenschappelijk beschreven door Grasshoff. 